# کاخ هنرهای زیبا

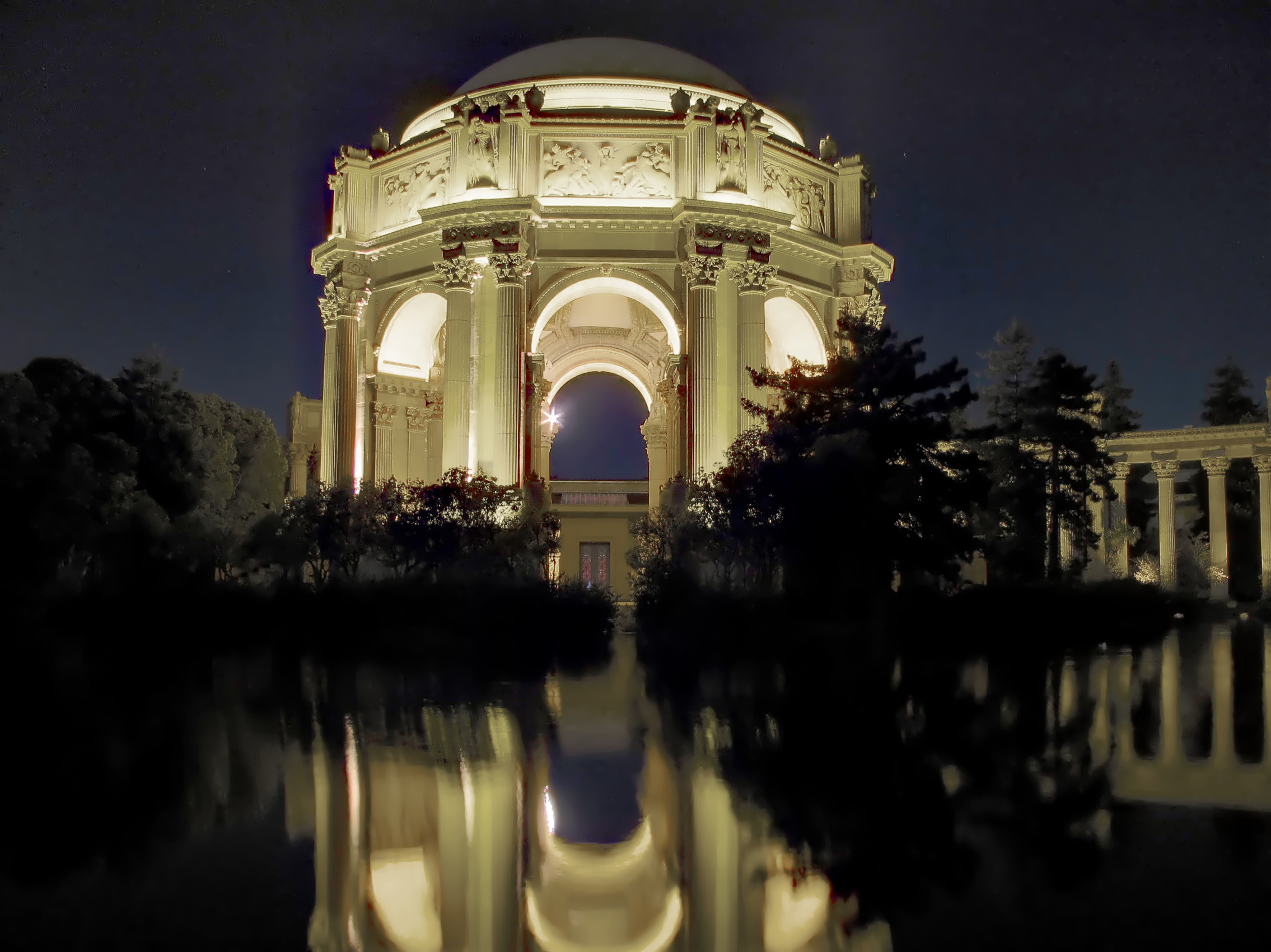
کاخ در شب.

کاخ هنرهای زیبا عمارتی است واقع در منطقه مارینا در سانفرانسیسکو، کالیفرنیا. این ساختمان در اصل برای نمایش آثار هنری در جریان نمایشگاه بین‌المللی پاناما-پسیفیک در سال ۱۹۱۵ ساخته شد. کاخ هنرهای زیبا تنها ساختاری از آن نمایشگاه است که در محل باقی مانده‌است. این سازه از سال ۱۹۶۴ تا ۱۹۷۴ به‌طور کامل بازسازی شد.
برجسته‌ترین ساختمان این مجموعه، یک کوشک روباز ۱۶۲ فوت (۴۹ متر) است که از یک طرف با برکه‌ای محصور شده‌است و از طرف دیگر با محدوده نمایشگاهی بزرگ منحنی‌شکل مجاورت دارد. این محدوده توسط صفی از ستون از برکه جدا شده‌است. مرکز نمایشگاه که یکی از بزرگترین ساختمان‌های یک طبقه سانفرانسیسکو است به عنوان مکانی برای برگزاری رویدادهایی مانند عروسی یا نمایشگاه‌های تجاری استفاده می‌شود.
کاخ هنرهای زیبا که برای تداعی ویرانه‌های رو به زوال روم باستان طراحی شده بود، پس از نمایشگاه به یکی از شناخته‌شده‌ترین نقاط دیدنی سانفرانسیسکو تبدیل شد. بازسازی تالاب و گذرگاه‌ها و مقاوم‌سازی لرزه‌ای آن در اوایل سال ۲۰۰۹ به پایان رسید.

## تاریخ

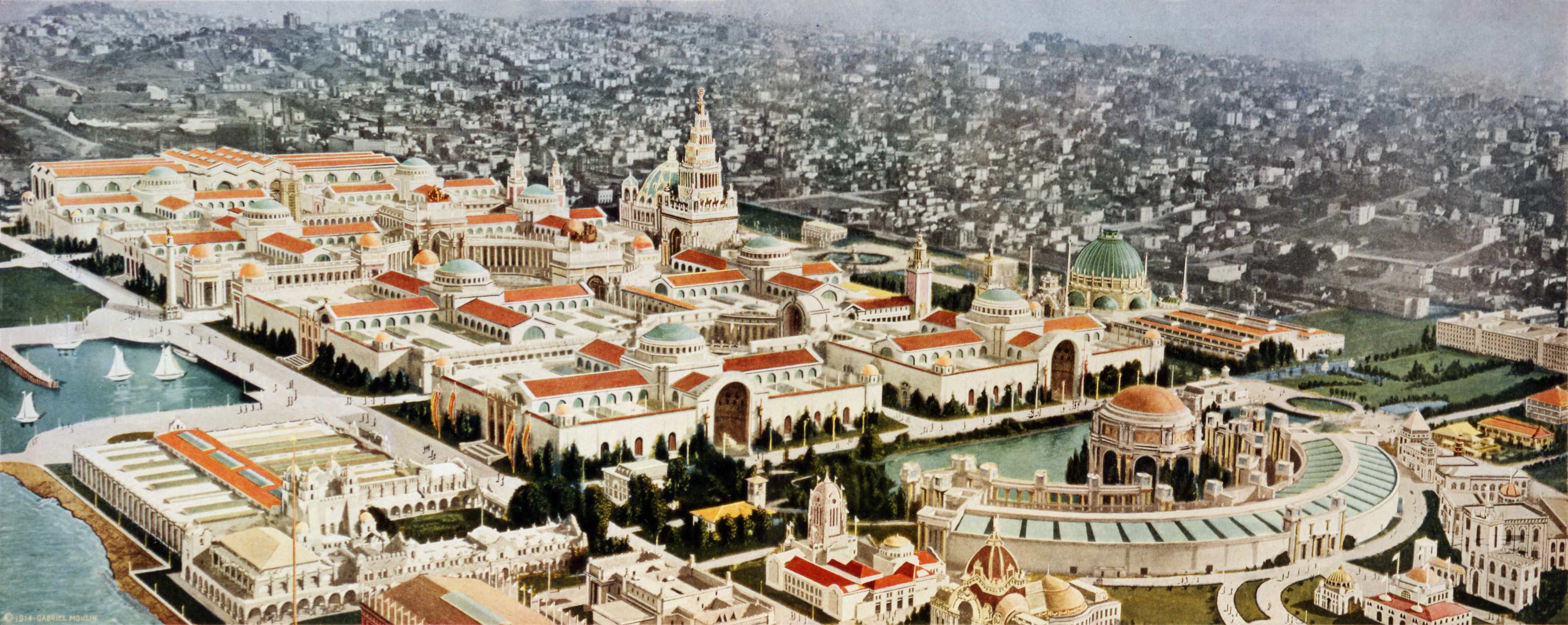
نمای هوایی از نمایشگاه بین‌المللی پاناما-پسیفیک، در جهت جنوب شرقی. ساختمان‌های نمایشگاه رنگی نشان شده‌اند. کاخ هنرهای زیبا در پایین سمت راست دیده می‌شود.

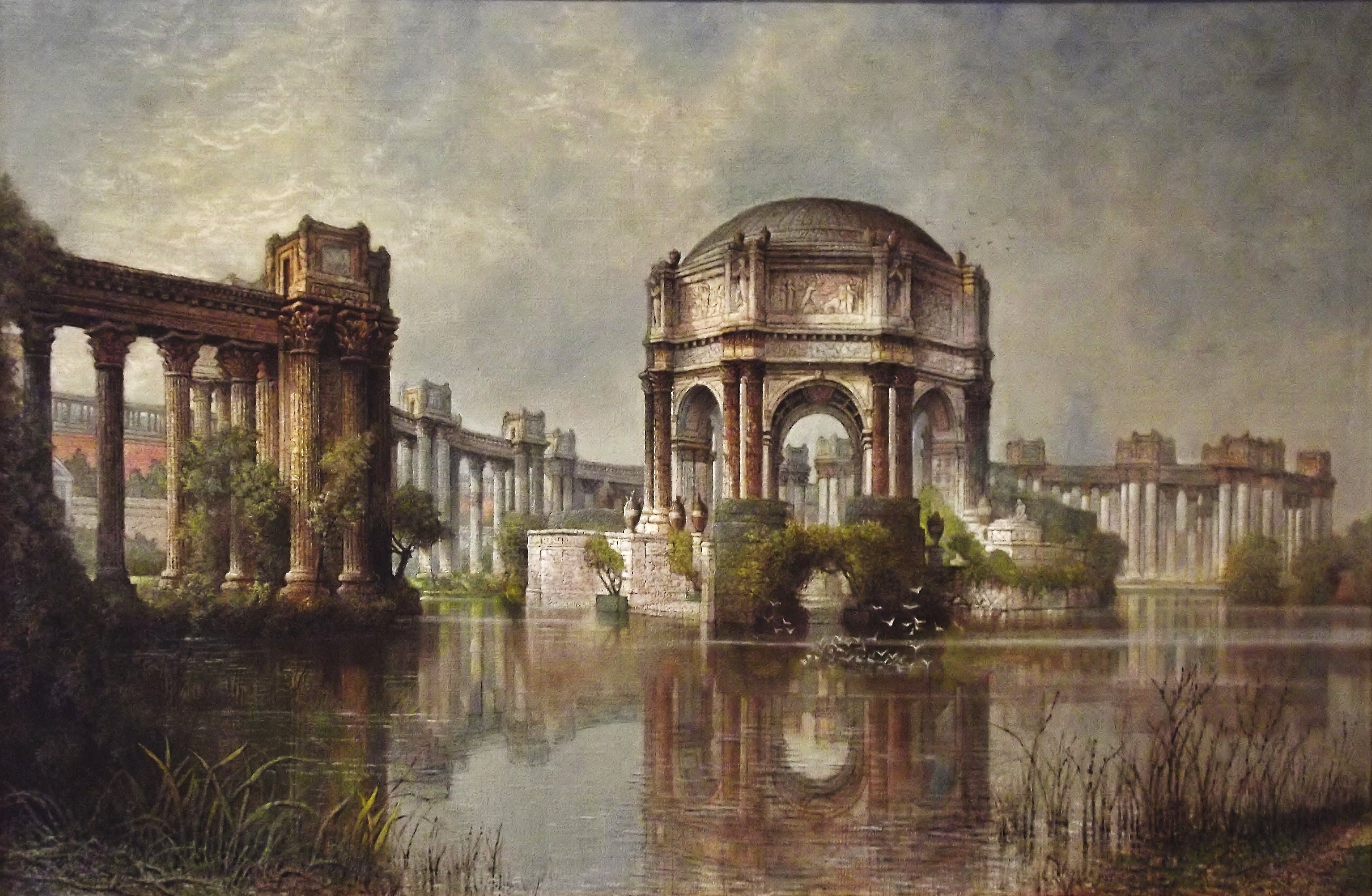
نقاشی کاخ هنرهای زیبا اثر ادوین دیکین c. 1915

کاخ هنرهای زیبا یکی از ده کاخ در قلب نمایشگاه بین‌المللی پاناما-پسیفیک بود که هریک برای نمایش حوزه دیگری از فعالیت‌ها اختصاص یافته بود، ازجمله: آموزش، هنرهای آزاد، تولیدات، صنایع مختلف، کشاورزی، فراورده‌های غذایی، ابزار ترابری، معادن، فلزگری و ماشین‌آلات کاخ هنرهای زیبا توسط برنارد مایبک طراحی شد. او وظیفه داشت ساختمانی ایجاد کند که بازدیدکنندگان از نمایشگاه بین بازدیدهای خود از بخش‌های شلوغ بتوانند دمی بیارامند. مایبک سازه‌ای را طراحی کرد که اساساً یک ویرانه تخیلی از زمان دیگری بود، با الهام از معماری رومی و یونان باستان (به‌ویژه نقش پیرانزی از بقایای معبد مینروا مدیکا در رم) و همچنین از نقاشی نمادین بوکلین. جزیره مردگان
در حالی که بیشتر نمایشگاه پس از پایان تاریخ نمایشگاه تخریب شد، کاخ هنرهای زیبا آنقدر محبوب بود که در همان دوره برگزاری نمایشگاه ستاد حفاظت از این کاخ توسط فیبی هیرست برپا شد.
برای مدتی در این کاخ یک نمایشگاه هنری دائمی برپا بود و در جریان رکود بزرگ، هنرمندان WPA مأمور شدند تا نقاشی‌های دیواری پوسیده رابرت رید را روی سقف کوشک جایگزین کنند. از سال ۱۹۳۴ تا ۱۹۴۲ در سالن نمایشگاه هجده زمین تنیس دارای نورافکن فعال بودند. در جریان جنگ جهانی دوم، این سالن توسط ارتش برای پارک کردن کامیون‌ها و جیپ‌ها استفاده شد. در پایان جنگ، زمانی که سازمان ملل متحد در سانفرانسیسکو ایجاد شد، لیموزین‌های مورد استفاده دولتمردان جهان از توقفگاهی در کنار کاخ می‌آمدند.
از سال ۱۹۴۷ به بعد سالن مورد استفاده مختلفی قرار گرفت: به عنوان یک انبار دپارتمان پارک شهر. به عنوان مرکز توزیع دفترچه تلفن؛ به عنوان انبار نگهداری پرچم و چادر؛ و حتی به عنوان ستاد موقت آتش‌نشانی.
در سال ۱۹۶۴، کاخ اصلی به‌طور کامل تخریب شد و تنها ساختار فولادی سالن نمایشگاه باقی ماند. ساختمان‌ها سپس تا سال ۱۹۷۴ با بتن دائمی، سبک و ریخته‌شده در محل بازسازی شدند و تیرهای فولادی I در جای خود برای گنبد کلاه‌فرنگی قرار گرفتند. تمام تزئینات و مجسمه‌ها از نو ساخته شدند. تنها تغییرات، عدم وجود نقاشی‌های دیواری در گنبد، دو ستون انتهایی ستون و تزئینات اولیه سالن نمایشگاه بود.
در سال‌های ۱۹۹۲ و ۱۹۹۶، نمایش بازی محبوب ایالات متحده، Wheel of Fortune، نمایش‌هایی را در کاخ برای پخش در ماه‌های نوامبر ضبط کرد.
در آوریل ۲۰۲۰، در طول همه‌گیری ویروس کرونا، برنامه‌هایی برای تبدیل کاخ هنرهای زیبا به یک سرپناه موقت برای ۱۶۲ بی‌خانمان اعلام شد. پس از اعتراض ساکنان محله ثروتمند مارینا و نگرانی از نامناسب بودن شرایط اسکان، این تصمیم اندکی پس از آن لغو شد.

امروز درختان اکالیپتوس استرالیایی در حاشیه شرقی تالاب قرار دارند. بسیاری از گونه‌های حیات وحش از جمله قوی گنگ، مرغابی (به ویژه مرغ مهاجر)، غاز، لاک‌پشت، قورباغه و راکون خانه خود را در آنجا ساخته‌اند.

## طرح

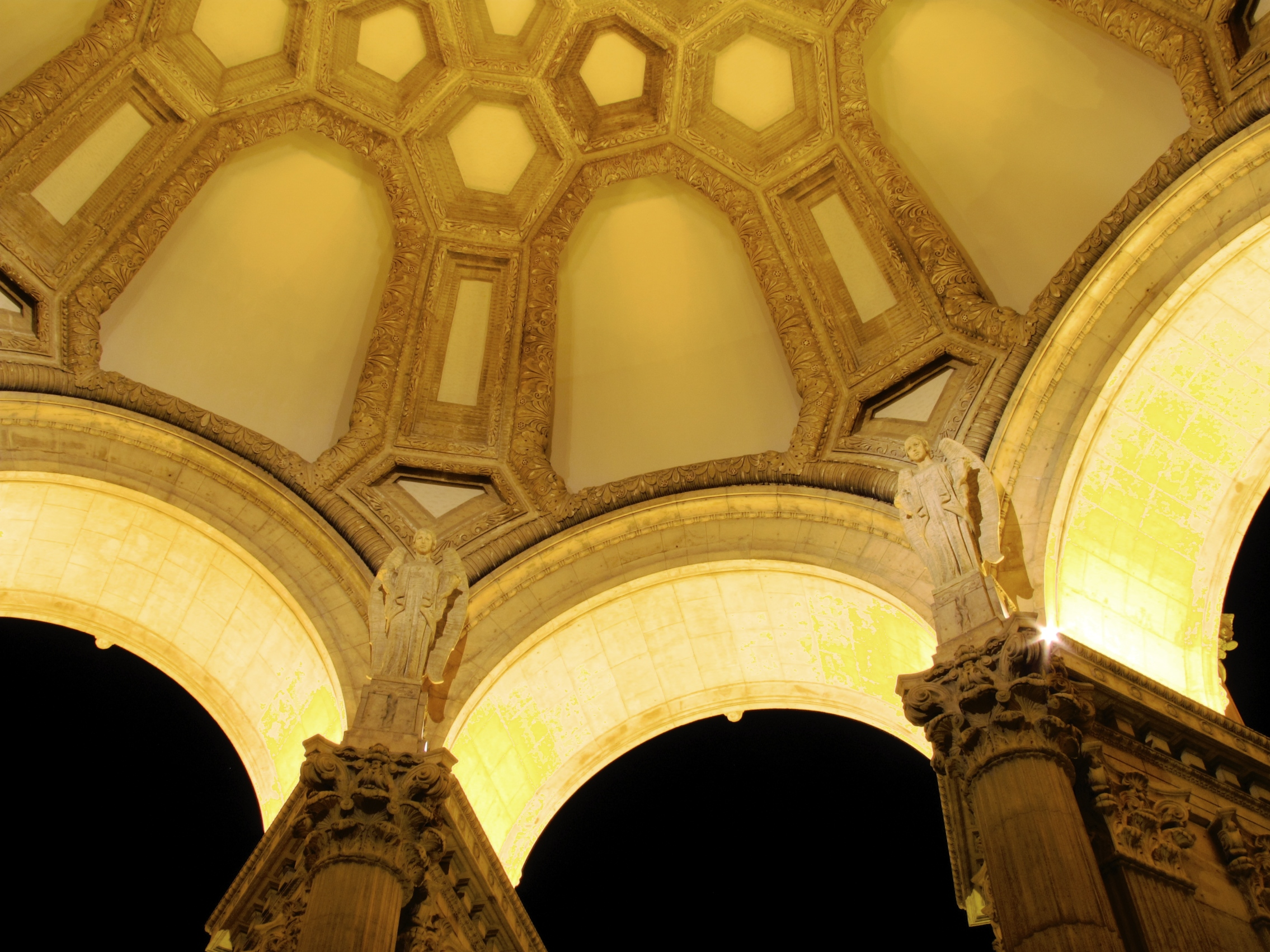
قسمت زیرین کلاه‌فرنگی

کاخ هنرهای زیبا از یک کلاه‌فرنگی با پهنای ۳۴۰ متر تشکیل شده که در پیرامون یک تالاب مصنوعی قرار دارد. هدف از ساخت این تالاب ایجاد محیطی یادآور دوره‌های کلاسیک در اروپا و بازتاب نمای ساختمان‌هاط اطراف در آب برکه بود.
تزیینات شامل سه پانل تکراری برونو زیم در اطراف اِسپَر است که نشان‌دهنده «مبارزه برای زیبارو» و از نمادهای فرهنگ یونانی است. در حالی که اولریک الرهوسن زنان گریان را در بالای ستون و دیوارهای تزئین شده و چهره‌های تمثیلی که نمایانگر تفکر، شگفتی و مراقبه بودند، عرضه کرد.

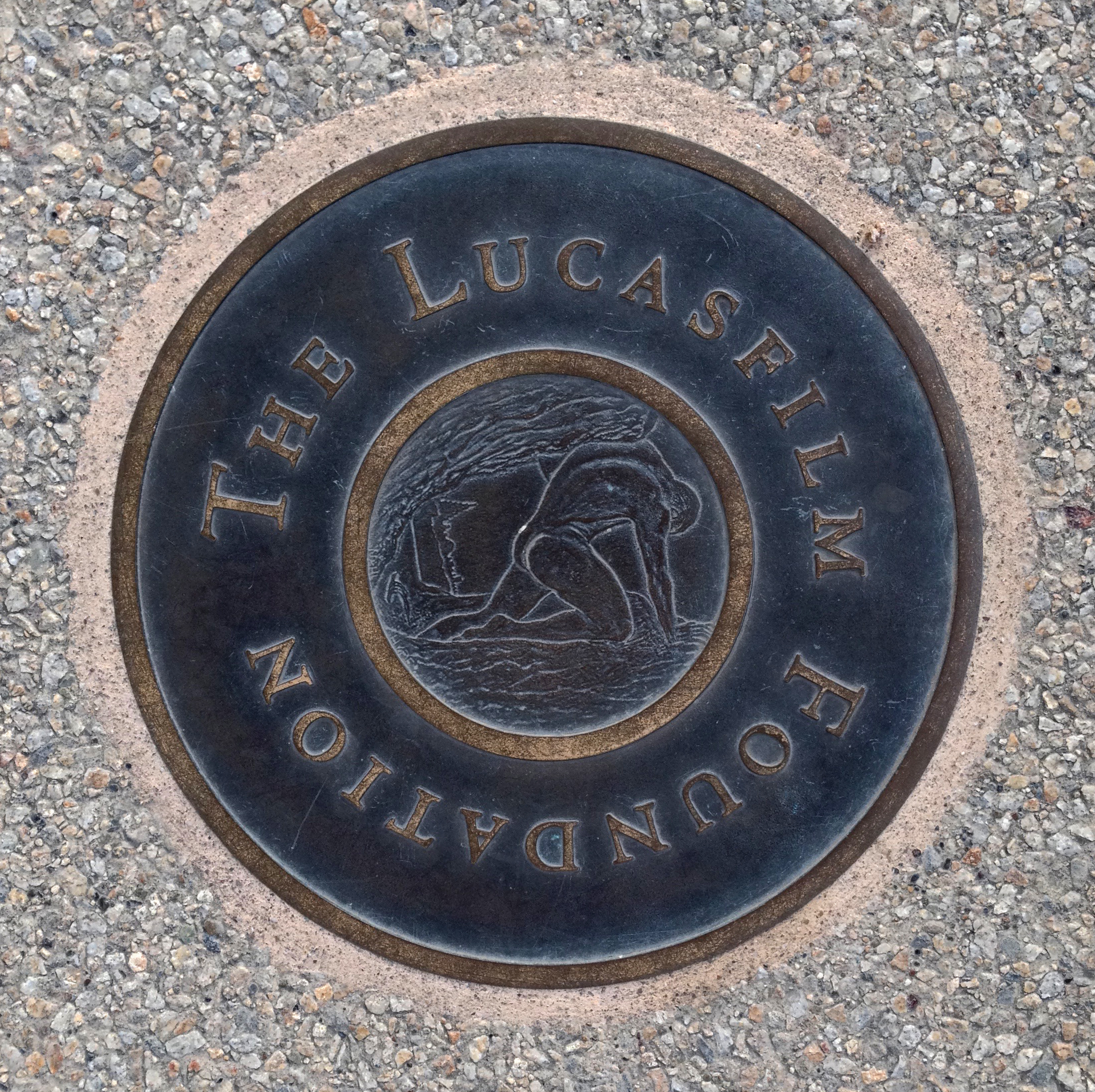
لوح نشان لوکاس‌فیلم (در کف زیر گنبد)

## در فرهنگ عامه
کاخ هنرهای زیبا در فیلم‌هایی مانند سرگیجه (۱۹۵۸)، زمان پس از زمان (۱۹۷۹)، مرد دویست‌ساله (۱۹۹۹)، اتاق (۲۰۰۳)، و پیچ‌خورده (۲۰۰۴) دیده می‌شود. همچنین به‌عنوان پس‌زمینه برای قطعات تنظیم شده در این طور شد که با قاتل تبربه‌دست ازدواج کردم (1993) و صخره (۱۹۹۶) عمل کرد. علاوه بر این، کاخ در فیلم‌های هندی من خان هستم (2010) و لشکر فیل‌ها (۲۰۰۸) ظاهر شده‌است. همچنین در فصل ۷، قسمت ۲ از مأموریت: غیرممکن، و در فصل ۸، قسمت ۷ از Mannix ظاهر می‌شود. این در تصاویر Sept of Baelor در فصل ۱، قسمت ۹ بازی تاج‌وتخت گنجانده شد.
دفتر مرکزی لوکاس‌فیلم در نزدیکی کاخ هنرهای زیبا ساخته شد که به دلیل شباهت آن به شهر Theed on Naboo همان‌طور که در فیلم جنگ ستارگان: قسمت اول – تهدید شبح (۱۹۹۹) ظاهر می‌شود، مورد توجه قرار گرفته‌است.
در دهه ۲۰۰۰، یک ماکت کوچکتر از کاخ هنرهای زیبا در ماجراجویی کالیفرنیای دیزنی در آناهایم ساخته شد و به عنوان ورودی سالن نمایش فیلم رویاهای طلایی در مورد تاریخ کالیفرنیا عمل کرد.

## نگارخانه
| در سال ۱۹۱۵ | در سال ۲۰۲۰ | ستون‌ها | محوطه داخل |
| ----------- | ----------- | ------ | ---------- |
|             |             |        |            |